# The Simpsons: Bart's House of Weirdness
Bart's House of Weirdness -traducido al español como  "La Casa de las rarezas de Bart"- es un videojuego basado en la serie de dibujos animados Los Simpson, lanzado por Konami en 1992 para la plataforma MS-DOS. Este es uno de los muchos juegos donde el protagonista es el personaje de Los Simpson Bart Simpson.

## El Juego
Este tiene 6 niveles, los cuales son imaginados por Bart Simpson. A lo largo del camino él puede coger armas que le servirán para enfrentar los retos que su imaginación le preparen como luchar contra extraterrestres, la niñera ladrona, Tomy y Daly / Rasca y Pica. Se puede conseguir cosas para defender la salud de Bart Simpson como rosquillas y conseguir vidas extras. Bart comienza el juego teniendo 3 vidas.